# César de melhor atriz revelação
O César de Melhor Atriz revelação é uma das premiações do César, oferecida anualmente pela Academia das Artes e Técnicas do Cinema, que premeia as melhores atuações femininas de jovens atrizes. A cerimônia ocorre na França.

## Anos 1980
Vencedoras:
- 1983: Sophie Marceau (La Boum 2)
- 1984: Sandrine Bonnaire (À nos amours)
- 1985: Laure Marsac (La Pirate)
- 1986: Charlotte Gainsbourg (L'Effrontée)
- 1987: Catherine Mouchet (Thérèse)
- 1988: Mathilda May (Le cri du hibou)
- 1989: Catherine Jacob (La vie est un long fleuve tranquille)

## Anos 1990
Vencedoras:
- 1990: Vanessa Paradis (Noce blanche)
- 1991: Judith Henry (La Discrète)
- 1992: Géraldine Pailhas (La Neige et le feu)
- 1993: Romane Bohringer (Les Nuits fauves)
- 1994: Valeria Bruni Tedeschi (Les Gens normaux n'ont rien d'exceptionnel)
- 1995: Élodie Bouchez (Les Roseaux sauvages)
- 1996: Sandrine Kiberlain (En avoir (ou pas))
- 1997: Laurence Cote (Les voleurs)
- 1998: Emma de Caunes (Un frère)
- 1999: Natacha Régnier (La vie rêvée des anges)

## Anos 2000
Vencedoras:
- 2000: Audrey Tautou, por Vénus Beauté (Institut)
- 2001: Sylvie Testud, por Les blessures assassines
- 2002: Rachida Brakni, por Chaos
- 2003: Cécile de France, por L'Auberge espagnole
- 2004: Julie Depardieu por La Petite Lili
- 2005: Sara Forestier por L'Esquive
- 2006: Linh Dan Pham por De battre mon cœur s'est arrêté
- 2007: Mélanie Laurent por Je vais bien, ne t'en fais pas
- 2008: Hafsia Herzi por La Graine et le Mulet
- 2009: Déborah François por Le Premier Jour du reste de ta vie

## Anos 2010
- 2010: Mélanie Thierry por Le Dernier pour la route.
- 2011: Leïla Bekhti por Tout ce qui brille.
- 2012: ex aequo
  - Naidra Ayadi por Polisse.
  - Clotilde Hesme por Angèle et Tony.
- 2013: Izïa Higelin por Mauvaise fille
- 2014: Adèle Exarchopoulos por La vie d'Adèle
- 2015: Louane Emera por La Famille Bélier
- 2016: Zita Hanrot por Fatima
- 2017: Oulaya Amamra por Divines
- 2018: Camélia Jordana por Le Brio
- 2019: Kenza Fortas por Shéhérazade

## Anos 2020
- 2020: Lyna Khoudri por Papicha
- 2021: Fathia Youssouf por Mignonnes
- 2022: Anamaria Vartolomei por L'événement